# Jermain Defoe
Jermain Colin Defoe (ur. 7 października 1982 w Londynie) – angielski piłkarz, który występował na pozycji napastnika. W latach 2004–2017 reprezentant Anglii. 
Najwięcej występów w swojej karierze zaliczył dla Tottenhamu. Uczestnik Mistrzostw Świata w 2010 roku oraz Mistrzostw Europy w 2012 roku.

## Kariera klubowa
Defoe rozpoczął swą karierę w szkółce piłkarskiej Charlton Athletic, skąd w 1999 przeszedł do West Ham United. Sezon 2000/01 spędził na wypożyczeniu w Bournemouth, w którego barwach zdobywał bramki w 10 spotkaniach z rzędu, co do dziś stanowi najlepszy wynik w angielskiej zawodowej piłce nożnej. W 2004 został piłkarzem Tottenhamu Hotspur, który zapłacił za niego 7 milionów funtów. Pod koniec stycznia 2008 trener Harry Redknapp sprowadził go do Portsmouth. Gdy zimą 2009 Redknapp został trenerem Tottenhamu, ściągnął do zespołu również Defoe. W barwach klubu zadebiutował powtórnie 11 stycznia 2009 w przegranym spotkaniu z Wigan Athletic. 22 listopada 2009 wyrównał rekord Shearera oraz Cole'a w strzeleniu 5 bramek w meczu Premier League. Defoe zdobył taką liczbę goli w wygranym 9:1 meczu z Wigan Athletic.
10 stycznia 2014 ogłoszono, że będzie zawodnikiem amerykańskiego Toronto FC. Do 28 lutego 2014 grał na zasadzie wypożyczenia w Tottenham Hotspur. 15 marca 2014 Defoe zadebiutował w meczu otwarcia sezonu w Major League Soccer z Sounders FC, wygranym 2–1.
13 stycznia 2015 powrócił do Anglii wiążąc się 3,5 letnią umową z Sunderlandem. 6 stycznia 2019 został wypożyczony do Rangers F.C. na 18 miesięcy.
W 2020 roku przeniósł się na stałe do szkockiego Rangers FC bez kwoty odstępnego. Rozegrał w nim 17 meczów ligowych i strzelił 4 bramki.
31 stycznia 2022 roku przeniósł się do angielskiego występującego w tamtym momencie w League One Sunderlandu.
24 marca 2022 roku zakończył piłkarską karierę.
Obecnie znajduje się na siódmym miejscu w historii strzelców Tottenhamu.

## Kariera reprezentacyjna
Jermain Defoe w swym pierwszym, rozegranym w całości, meczu w barwach reprezentacji Anglii (8 września 2004), strzelił bramkę Polsce na Stadionie Śląskim w Chorzowie.
Uczestnik Mistrzostw Świata w 2010 roku. W pierwszym meczu grupowym przeciwko reprezentacji USA, nie wystąpił. Mecz zakończył się dwubramkowym remisem 1:1. Podczas drugiego spotkania przeciwko reprezentacji Algierii, wszedł w 74 minucie. Mecz zakończył się bez bramkowym remisem 0:0. 
W ostatnim meczu grupowym wystąpił przeciwko reprezentacji Słowenii i strzelił bramkę na wagę zwycięstwa w 23 minucie. Mecz zakończył się wynikiem 1:0. 
W 1/8 finału turnieju Anglia zmierzyła się z reprezentacją Niemiec. Defoe rozegrał 71 minut meczu, który zakończył się wynikiem 4:1 na korzyść Niemców, a Anglia odpadła z turnieju.
Rozegrał jeden mecz w Mistrzostwach Europy w 2012 roku, przeciwko reprezentacji Francji. Wystąpił w 13 minutach spotkania które zakończyło się remisem 1:1. W turnieju Anglia doszła do ćwierćfinału.
W listopadzie 2013 roku rozegrał mecz towarzyski przeciwko reprezentacji Chile. Spotkanie zakończyło się wynikiem 0:2 na korzyść Chilijczyków. 
Po 4 latach powrócił do reprezentacji, na dwa spotkaniach w Eliminacjach do Mistrzostw Świata w 2018 roku. Pierwszy mecz rozegrał przeciwko reprezentacji Litwy. Strzelił w nim gola na wynik 1:0. Spotkanie zakończyło się zwycięstwem Anglików na 2:0. Ostatnie spotkanie w reprezentacji Anglii rozegrał przeciwko reprezentacji Szkocji. Wszedł w nim z ławki pod koniec spotkania, które zakończyło się remisem 2:2.

## Sukcesy i wyróżnienia

### Tottenham Hotspur
- Puchar Ligi Angielskiej: 2008
- Uczestnik Ligi Mistrzów: 2010/11
- Uczestnik Ligi Europy: 2011/12, 2012/13, 2013/14

### Glasgow Rangers
- Mistrz Szkocji: 2020/21
- Uczestnik Ligi Europy: 2019/20

### Reprezentacja Anglii
- Uczestnik Mistrzostw Świata: 2010
- Uczestnik Mistrzostw Europy: 2012

### Indywidualne
- Gracz Roku Tottenhamu: 2004
- Premier League Player of the Month : Sierpień 2009
- Gracz sezonu według kibiców Sunderland: 2015/16
- Gracz roku Sunderland: 2015/16

### Odznaczenia
- Order Imperium Brytyjskiego: 2018

## Życie prywatne
Stosuje dietę wegańską.